# Aek Pancur
Aek Pancur is een bestuurslaag in het regentschap Deli Serdang van de provincie Noord-Sumatra, Indonesië. Aek Pancur telt 349 inwoners (volkstelling 2010).